# Roderick Riley
Roderick Riley (11 marzo 1981) è un ex cestista statunitense, professionista nella NBDL.

## Palmarès
- All-USBL Second Team (2005)
- Miglior rimbalzista USBL (2005)